# کارلو روتا
کارلو روتا (به انگلیسی: Carlo Rota) (زاده ۱۷ آوریل ۱۹۶۱ میلادی) بازیگر بریتانیایی است، او در برخی سریال‌های آمریکایی همچون مجموعه تلویزیونی بیست و چهار ایفای نقش کرده‌است، از دیگر سریال‌هایی که او در آن ایفای نقش کرده می‌توان به سریال کانادایی مسجد کوچکی در مرغزار اشاره کرد. او همچنین در فیلم کیک و صخره‌های آزادی بازی کرده‌است.

## زندگی شخصی
روتا در لندن زاده شد اما اصلیتی ایتالیایی دارد، پدر کارلو آشپز معروفی بوده‌است که در یک رستوران در لندن مشغول به کار بوده‌است، کارلو دو خواهر و یک برادر دارد.

## مجموعه‌های تلویزیونی
- ۲۴ (۲۰۱۰–۲۰۰۱) در نقش موریس ابرایان
- مسجد کوچکی در مرغزار (۲۰۱۱–۲۰۰۷)